# Certaines nouvelles
Pour plus de détails, voir Fiche technique et Distribution.
Certaines nouvelles est un film français réalisé en 1976 par Jacques Davila et sorti en 1980. 
Il a reçu le prix Jean-Vigo 1979.

## Synopsis
Le film se déroule en juillet 1961, durant la Guerre d'Algérie (Jacques Davila est natif d'Oran). Pierre, un jeune homme qui fait ses études à Paris, vient passer ses vacances en Algérie, chez sa mère Hélène (Micheline Presle). Celle-ci vit à la campagne avec son ami Jean. À l'occasion d'une fête, Pierre revoit sa petite amie (en passe de le quitter) et une partie des personnes de son passé. À rien de tout cela il ne semble vraiment attaché.

## Fiche technique
- Titre : Certaines nouvelles
- Réalisation : Jacques Davila
- Scénario : Marie-France Bonin et Jacques Davila
- Photographie : Martial Thury
- Son : Georges Julien
- Musique : Johannes Brahms, Franz Schubert
- Décors : Vianey Brintet
- Montage : Marie-Françoise Coquelet, Nicole Schlemmer
- 1er assistant-réalisateur: Georges Bensoussan
- Sociétés de production : Dovidis - Société française de production Cinéma
- Pays :  France
- Tournage : du 17 septembre au 5 novembre 1976
- Durée : 97 minutes
- Date de sortie : France - 12 mars 1980

## Distribution
- Micheline Presle : Hélène
- Bernadette Lafont : Mayette
- Gérard Lartigau : Pierre
- Caroline Cellier : Françoise
- Frédéric de Pasquale : Jean
- Roger Hanin : Georges
- Martine Sarcey : Denise
- Zouzou : La jeune fille
- Anémone : Marie-Annick
- Dominique Briand : Albert
- Gérard Hernandez : Le mari de Denise
- Bernard Murat : L'homme dans la fête
- Nadia Samir : Zénia
- Georges Montillier : Le boutiquier

## Sélection
- 1978 : Festival international du jeune cinéma de Hyères